# Redbad (film)
Redbad is een Nederlandse film uit 2018 van de Nederlandse regisseur Roel Reiné. De film ging op 23 juni 2018 in Leeuwarden in première.

## Plot
De film speelt zich af in de vroege middeleeuwen en toont de strijd van de vrije, heidense Friezen, die leven boven de grote rivieren, tegen de gekerstende Franken. Volgens het verhaal in de film gaat de Friese koning Redbad (Radboud) de strijd aan met de Franken, nadat deze de belangrijkste Friese stad, Dorestad, hebben veroverd en de Friese koning Aldigisl hebben verslagen, juist op het moment dat er maagden levend werden verbrand om de vruchtbaarheid van het land te verhogen. Redbad weet zijn geliefde Fenne, een van de maagden, nog net op tijd van de brandstapel te redden. Redbad wordt via het trekken van een lot schuldig bevonden aan het verlies van de slag en liggend, uitgestrekt op een vlot met zeil, als offer de zee opgestuurd. Redbad spoelt aan op de Deense kust en wordt als slaaf opgenomen in het huis van de Deense koning Wiglek. Als een aantal maanden later de Zweden, de Svear, landen, helpt Redbad bij de verdediging, wordt een vrij man, waarop de (christelijke) koningsdochter Frea hem prompt als echtgenoot wenst.
Als Redbad hoort dat zijn zuster ten huwelijk is gegeven aan Karel Martel om het afbranden van het houten Utrechtse kerkje goed te maken, trekt hij er met zijn vrouw op uit om haar te redden. Hij weet de burcht in Reims binnen te komen, waar juist zijn zuster door Willibrord tegen haar zin in wordt gedoopt, maar moet zonder haar naar zijn land terugkeren. Zijn neef Jurre is er nu koning en Redbad steunt hem in de strijd tegen de Franken. Hij weet een groep Frankische ruiters de zee in te lokken juist als het vloed wordt en de Franken verdrinken. In Reims sterven Pepijn van Herstal en zijn kleinzoon en opvolger de jonge Drogo, door toedoen van Karel Martel. Karel Martel grijpt de macht. Redbads oom Eibert speelt echter onder één hoedje met Karel Martel in de hoop Dorestad in naam van de Franken te mogen regeren. Redbad wordt daardoor met zijn vrouw en zoontje Poppo gevangengezet in Utrecht. Daar volgt de scène waarin Redbad zich op het laatste moment níét laat dopen. Bij een schermutseling komt Redbads neef, de koning, om het leven, waarna Redbad de onomstreden leider van de Friezen wordt. Hij weet de Franken bij Dorestad met hulp van Denen terug te slaan, al kan hij niet voorkomen dat de stad door brand verwoest wordt.

## Rolverdeling
- Gijs Naber als Radboud
- Loes Haverkort als Frea
- Jonathan Banks als Pepijn
- Teun Kuilboer als Jurre
- Renée Soutendijk als Idwina
- Lisa Smit als Fenne
- Egbert-Jan Weeber als Bonifatius
- Derek de Lint als Eibert
- Søren Malling als Wiglek
- Huub Stapel als Aldgisl
- Tibo Vandenborre als Karel
- Britte Lagcher als Sinde
- Jack Wouterse als Willibrord
- Mark van Eeuwen als Wulf
- Daphne Wellens als Trude
- Birgit Schuurman als Healer
- Gene Bervoets als Thierry
- Martijn Fischer als Gebbe
- Aus Greidanus sr. als Odulf
- Peter Faber als Sibod

## Productie

### Achtergrond
Na het succes van de film Michiel de Ruyter sloegen regisseur Roel Reiné en producent Klaas de Jong opnieuw de handen ineen voor een historische spektakelfilm. Het idee om de film te laten plaatsvinden rondom het historische personage van Radboud was een idee van De Jong.

### Casting
Op 29 augustus 2017 werd bekend gemaakt dat acteur Gijs Naber de rol van Redbad zou gaan vertolken in de film. Daarna volgden Huub Stapel, Egbert-Jan Weeber en Derek de Lint, die beiden al eerder met Roel Reiné samenwerkten voor de film Michiel de Ruyter, Loes Haverkort en Aus Greidanus sr. De regisseur wilde naast deze Nederlandse en de Vlaamse acteurs ook graag een internationale ster in zijn cast. Dat werd de Amerikaanse acteur Jonathan Banks, voornamelijk bekend van Breaking Bad, die de rol van Pepijn in de film zou gaan vertolken.

### Opnamen
De opnamen voor de film vonden plaats binnen en buiten Nederland. Zo vonden er opnamen plaats in het PreHistorisch Dorp van Eindhoven, en bij ijzertijdboerderij van Dongen  maar ook in het Nationaal Park De Oude Venen in Friesland. Daarnaast vonden er onder meer opnamen plaats in Denemarken, Duitsland Wallsbüll en het Belgische Kasteel van Bouillon. In totaal namen de opnamen voor de film 42 dagen in beslag en was de laatste opnamedag voor Redbad op 19 november 2017.

## Ontvangst
De film verkreeg in de recensie van de Volkskrant twee sterren. De recensent, Bor Beekman, prijst de vecht- en slagveldscènes, maar hekelde ook de veelheid van deze scènes en het spel van acteur Jack Wouterse. Ook het NRC Handelsblad deelde twee sterren aan de film uit. Volgens de NRC-recensent Coen van Zwol nekt met name het topzware script en de overdaad aan drama de film.
Ook de bezoekersaantallen vielen fors tegen, er werd gerekend op 400.000 bezoekers, maar dat werden er slechts 41.592, waardoor de film een van de grootste filmflops uit de Nederlandse filmgeschiedenis werd.  Als mogelijke redenen werd door de producent het mooie zomerweer en het wereldkampioenschap voetbal gegeven.

## Historiciteit
De film Redbad pretendeert het verhaal van Radboud (Redbad) te vertellen, maar de historische figuur Radboud was minder heroïsch dan de hoofdpersoon uit deze film.
In de film wordt Redbad bijna gedoopt door Willibrord in plaats van door missionaris Wulfram. Redbads zuster wordt aan Karel Martel uitgehuwelijkt, terwijl in de geschiedenis Radbouds dochter Theudesinda aan Grimoald, de zoon van Pepijn van Herstal en Plectrudis, werd uitgehuwelijkt. Grimoald werd vermoord, waardoor Karel Martel zijn kans op de macht zag. Er was echter nog een obstakel, een zoon van Grimoald bij een van zijn concubines, genaamd Theudoald, die zijn grootvader Pepijn van Herstal zou moeten opvolgen. Omdat Theudoald nog jong was trad Plectrudis, zijn grootmoeder, op als regentes. Mogelijk was er zelfs een tweede Theodoald, een zoon van Grimoald en Theudesinda. Karel Martel, de zoon van Alpaida, de tweede vrouw van Pepijn van Herstal, begon een strijd om de macht tegen Plectrudis en Theudoald. In de film duwt Karel Martel de jonge erfgenaam Drogo van een hoge muur van de stad Reims, nadat hij zijn vader Pepijn van Herstal heeft vergiftigd. De historische Drogo was een oudere broer van Grimoald, die vóór de moord op Grimoald overleed.
In de Leeuwarder Courant beklaagde historicus Han Nijdam, die gepromoveerd is op een onderwerp over de periode waarin Redbad zich afspeelt, zich over de historiciteit van de film. Zo wordt in de film de missionaris Willibrord als een fanaticus uitgebeeld, terwijl hij dat niet was en Bonifatius wel. Ook worden in de film de Friezen als een simpel volk afgebeeld. In werkelijkheid hadden de Friezen een behoorlijk ontwikkelde cultuur. Historicus Han van der Horst betitelde de vele fouten op Joop.nl als "geestelijke luiheid".
De tekst die Willibrord tijdens het doopritueel uitspreekt komt van de Oudnederlandse Utrechtste doopbelofte, die uit de tijd van Willibrord bewaard is gebleven.